# 吉岡町
吉岡町（日语：／ Yoshioka machi */?）是群馬縣的一町。